# Kamnik pod Krimom
Kamnik pod Krimom (Duits: Stein am Krimberg) is een plaats in Slovenië en maakt deel uit van de gemeente Brezovica in de NUTS-3-regio Osrednjeslovenska. De plaats telde 974 inwoners op 1 januari 2020.

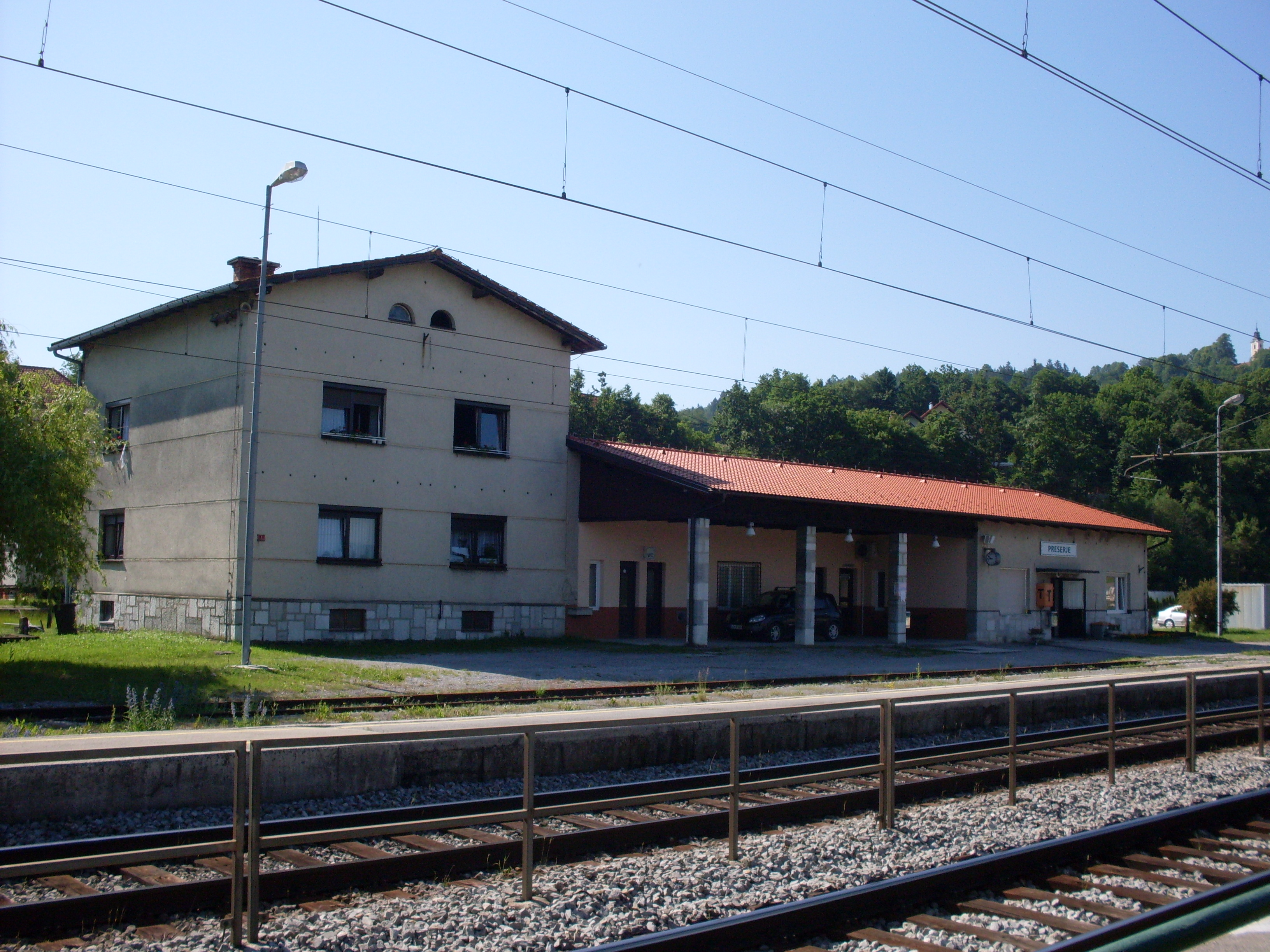
Stationsgebouw